# Vavá
Edvaldo Izídio Neto, bekannt als Vavá (* 12. November 1934 in Recife; † 19. Januar 2002 in Rio de Janeiro), war ein brasilianischer Fußballspieler.

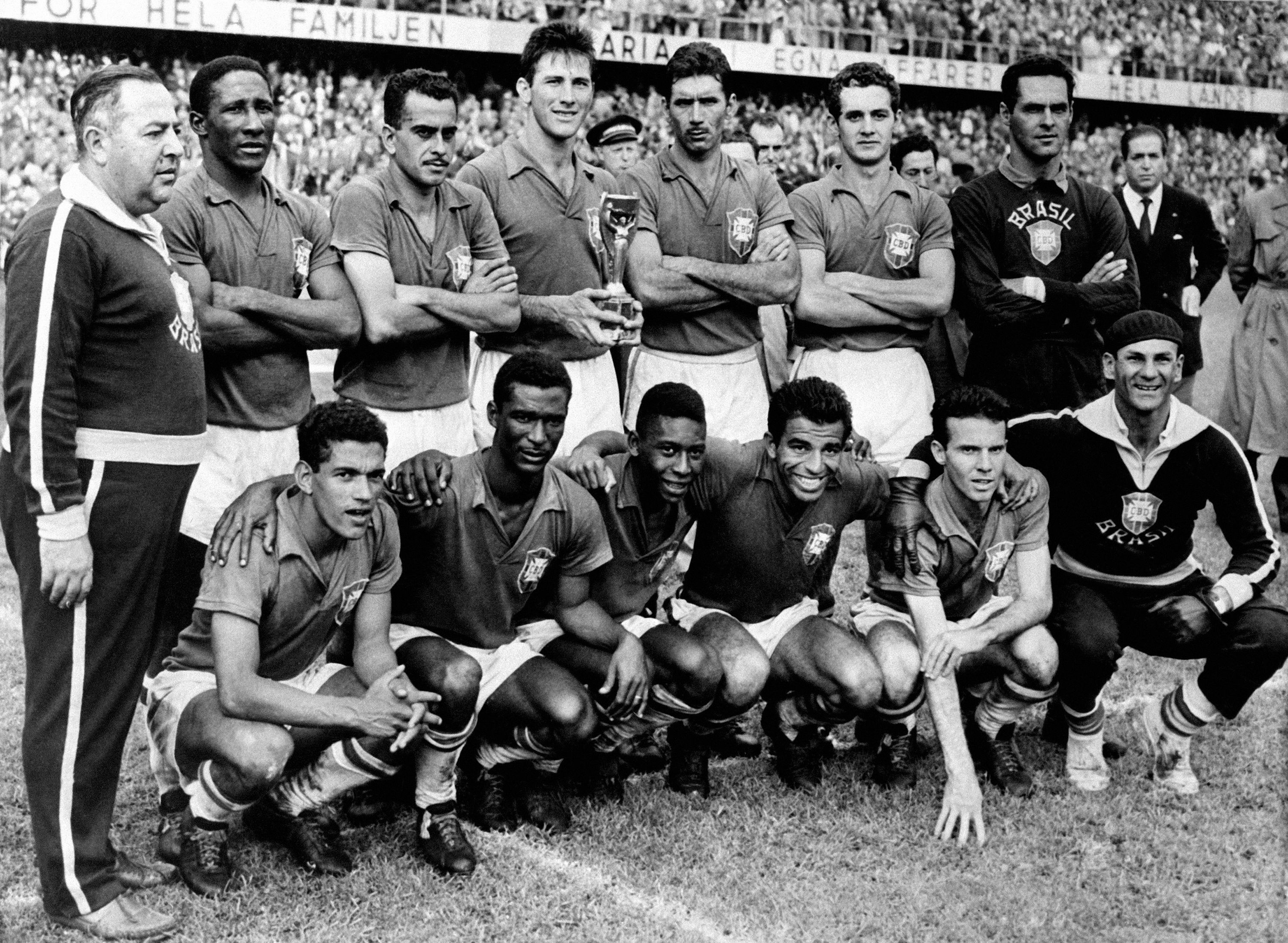
Brasilien 1958: Vicente Feola (Trainer), Djalma Santos, Zito, Bellini, Nilton Santos, Orlando, Gilmar - Garrincha, Didi, Pelé, Vava, Zagallo.

Der Stürmer war maßgeblich an den brasilianischen WM-Triumphen 1958 in Schweden (5 Tore) und 1962 in Chile (4 Tore) beteiligt. 

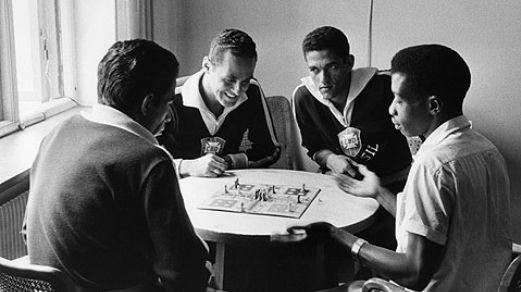
Vavá 1958 mit Gilmar, Garrincha und Moacir bei der WM 1958

Bei der Weltmeisterschaft in Schweden konkurrierte Vavá mit dem jungen Mittelstürmer Mazzola (bei der WM 1962 lief dieser als Altafini für Italien auf das Feld) um den Platz in der Sturmmitte. Im ersten Gruppenspiel gegen Österreich (Endstand 3:0 für die Selecão) erzielte Mazzola zwei Treffer und kam deshalb auch im zweiten Spiel gegen England (0:0-Remis) zum Einsatz. Aber auch die späteren Weltstars Garrincha und Pelé saßen in diesen Spielen noch auf der Bank.
Das dritte Gruppenspiel gegen die Sowjetunion brachte dann den Durchbruch für die drei großartigen Stürmer Garrincha, Pelé und Vavá. Vavá erzielte beide Treffer zum 2:0-Sieg, Garrincha dribbelte sich an der Außenlinie fortwährend in den Rücken der Abwehr, und das Super-Talent Pelé führte eine Ballbehandlung vor, die man bis dahin noch nicht gesehen hatte. Erstmals konnte die Offensivformation Garrincha - Didi - Vavá - Pelé - Zagallo zeigen, zu welchem Zauberfußball sie imstande war.
Das Halbfinale gegen Frankreich wurde dann zu einem der spektakulärsten Spiele dieser WM. Kopa und Fontaine garantierten auf Seiten von Frankreich ein Sturmspiel der Extraklasse, die Ballkünstler aus Brasilien übertrafen sie noch. Nach Toren von Vavá, Didi und dreimal Pelé gewannen sie mit 5:2 und zogen damit ins Finale ein.
Das Gastgeberland Schweden, um den Senior Gunnar Gren im Mittelfeld und mit den beiden guten Flügelstürmern Kurre Hamrin und Lennart Skoglund, war dann im Endspiel fast ein Spielball für die Brasilianer. Wiederum lautete das Ergebnis 5:2. Torschützen waren Vavá und Pelé mit je zwei Treffern und der Fleißarbeiter Mario Zagallo. Vavá war der entschlossene Vollstrecker, Didi, Garrincha und Pelé zumeist die genialen Vorbereiter.
1962 in Chile trat Brasilien mit derselben Sturmformation an, hatte aber das Pech, dass sich ausgerechnet der überragende Pelé schon im zweiten Gruppenspiel eine Verletzung zuzog, die es dann verhinderte, dass er noch einmal aktiv in diese WM eingreifen konnte. Sein Stellvertreter Amarildo zeigte aber in allen Einsätzen gute Leistungen neben den Größen Garrincha, Didi, Vavá und Zagallo. Im Halbfinale schossen Garrincha und Vavá mit jeweils zwei Treffern den 4:2-Sieg gegen Chile heraus. Im Finale gegen die Tschechoslowakei (3:1-Sieg) gelang Vavá auch wieder ein Treffer. Er gehörte mit vier Treffern zu den sechs besten Torschützen der WM 1962 (alle jeweils vier Tore). Per Los wurde aber sein Mannschaftskamerad Garrincha zum offiziellen Torschützenkönig bestimmt.
Trotz dieser beiden großen Turniererfolge kam Vavá lediglich auf 22 Länderspiele. Berücksichtigt man, dass sein erster Einsatz bereits am 13. November 1955 stattfand und er sein letztes Spiel für Brasilien am 3. Juni 1964 in São Paulo gegen Argentinien bestritt, so sind 22 Länderspiele in neun Jahren für so einen erfolgreichen Stürmer sogar für brasilianische Verhältnisse wenig. Untrennbar ist der Name Vavá aber mit der Ära der Größen Garrincha, Didi und Pelé und mit den zwei WM-Titeln 1958 und 1962 verbunden.
Mit CR Vasco da Gama holte er 1956 und 1958 die Staatsmeisterschaft von Rio de Janeiro und das Torneio Rio-São Paulo 1958, mit Palmeiras São Paulo gewann er im Jahre 1959 die inoffizielle brasilianische Klubmeisterschaft.
Er gehört mit Pelé, Paul Breitner, Zinédine Zidane und Kylian Mbappé zu den einzigen Spielern, die in zwei verschiedenen WM-Endspielen trafen.